# 金汝升
金汝升（1557年—？），字巽含，留守前衛籍，直隸武進縣人，明朝政治人物。

## 生平
萬曆十三年（1585年）乙酉科順天鄉試舉人。萬曆二十年（1592年），登壬辰科進士第三甲第一百八十一名，仕至南京戶部主事。

## 家族
曾祖父金輪；祖父金幼成；父親金拱。
孫金鉉，兵部主事，甲申之變時自盡殉國。